# San Francisco Bowl
El San Francisco Bowl fue un bowl de fútbol americano universitario certificado por la NCAA que se jugaba anualmente en la ciudad de San Francisco, California desde 2002 hasta 2019. El bowl fue cancelado por la falta de un patrocinador y por no tener derechos de televisión.

## Historia
Los planes para la edición inaugural en 2002 se realizaron el 2 de diciembre cuando los Air Force Falcons aceptaron jugar ante un rival del Big East Conference. El primer patrocinador fue Diamond Foods, un productor de nueces y otras semillas de la marca Emerald, resultando en el nombre Diamond Walnut San Francisco Bowl, y más tarde Emerald Bowl.
En 2010 Kraft Foods se convirtió en el patrocinador del bowl y anunció el nuevo nombre, cuando la corporación lanzó una parte de su programa para combatir el hambre. De acuerdo con Sports Illustrated, el director ejecutivo del bowl, Gary Cavalli, cobró 377 475 $ de salario en 2009. Mondelēz International continuó apoyando el partido y el programa relacionado Feeding America en 2013.
En agosto de 2014 la página oficial del bowl colocó la lista dfe los partidos del San Francisco Bowl. Sin embargo, en noviembre de 2014 se anunció que la San Francisco Bowl Game Association ha hecho un contrato multianual para vender los derechos del nombre a la compañía de pollos del norte de California Foster Farms, resultando que el juego pasaría a llamarse Foster Farms Bowl.
En julio de 2016 el equipo de los San Francisco 49ers de la NFL anunció que tendría la administración del Foster Farms Bowl de la San Francisco Bowl Game Association, a anunció un convenio de cuatro años de derechos de transmisión con Fox Sports, reemplazando a ESPN.
En septiembre de 2018 Redbox (una cadena de kioskos de renta de videos) anunció que sería el nuevo patrocinador.
A finales de julio de 2020 los organizadores cancelaron la edición de 2020 del bowl por causas relacionadas con la pandemia de Covid-19; y al mismo tiempo, los 49ers enviaron un mensaje en el que "la decisión se hizo para no renovar el actual contrato de seguir con el partido". En septiembre de 2021 se anunció que el juego sería cancelado otra vez para la temporada 2021/22, poniendo el futuro del bowl en el limbo.

## Resultados
| Año        | Nombre             | Campeón                                                  | Campeón                                                  | Finalista                                                | Finalista                                                | Asistencia                                               |
| ---------- | ------------------ | -------------------------------------------------------- | -------------------------------------------------------- | -------------------------------------------------------- | -------------------------------------------------------- | -------------------------------------------------------- |
| 2002       | San Francisco Bowl | n.º 21 Virginia Tech                                     | 20                                                       | Air Force                                                | 13                                                       | 25 966                                                   |
| 2003       | San Francisco Bowl | Boston College                                           | 35                                                       | Colorado State                                           | 21                                                       | 25 621                                                   |
| 2004       | Emerald Bowl       | Navy                                                     | 34                                                       | New Mexico                                               | 19                                                       | 30 563                                                   |
| 2005       | Emerald Bowl       | Utah                                                     | 38                                                       | n.º 24 Georgia Tech                                      | 10                                                       | 25 742                                                   |
| 2006       | Emerald Bowl       | Florida State                                            | 44                                                       | UCLA                                                     | 27                                                       | 40 331                                                   |
| 2007       | Emerald Bowl       | Oregon State                                             | 21                                                       | Maryland                                                 | 14                                                       | 32 517                                                   |
| 2008       | Emerald Bowl       | California                                               | 24                                                       | Miami (FL)                                               | 17                                                       | 42 268                                                   |
| 2009       | Emerald Bowl       | USC                                                      | 24                                                       | Boston College                                           | 13                                                       | 40 121                                                   |
| Enero 2011 | Fight Hunger Bowl  | No 13. Nevada                                            | 20                                                       | Boston College                                           | 13                                                       | 41 063                                                   |
| 2011       | Fight Hunger Bowl  | Illinois                                                 | 20                                                       | UCLA                                                     | 14                                                       | 29 878                                                   |
| 2012       | Fight Hunger Bowl  | Arizona State                                            | 62                                                       | Navy                                                     | 28                                                       | 34 172                                                   |
| 2013       | Fight Hunger Bowl  | Washington                                               | 31                                                       | BYU                                                      | 16                                                       | 34 136                                                   |
| 2014       | Foster Farms Bowl  | Stanford                                                 | 45                                                       | Maryland                                                 | 21                                                       | 34 780                                                   |
| 2015       | Foster Farms Bowl  | Nebraska                                                 | 37                                                       | UCLA                                                     | 29                                                       | 33 527                                                   |
| 2016       | Foster Farms Bowl  | Utah                                                     | 26                                                       | Indiana                                                  | 24                                                       | 27 608                                                   |
| 2017       | Foster Farms Bowl  | Purdue                                                   | 38                                                       | Arizona                                                  | 35                                                       | 28 436                                                   |
| 2018       | Redbox Bowl        | Oregon                                                   | 7                                                        | Michigan State                                           | 6                                                        | 30 212                                                   |
| 2019       | Redbox Bowl        | California                                               | 35                                                       | Illinois                                                 | 20                                                       | 34 177                                                   |
| 2020       | Redbox Bowl        | Cancelado por la pandemia de Covid-19.                   | Cancelado por la pandemia de Covid-19.                   | Cancelado por la pandemia de Covid-19.                   | Cancelado por la pandemia de Covid-19.                   | Cancelado por la pandemia de Covid-19.                   |
| 2021       | San Francisco Bowl | Cancelado por no tener un contrato de TV o patrocinador. | Cancelado por no tener un contrato de TV o patrocinador. | Cancelado por no tener un contrato de TV o patrocinador. | Cancelado por no tener un contrato de TV o patrocinador. | Cancelado por no tener un contrato de TV o patrocinador. |

- Fuente:[13]

## Participaciones

### Por Equipo
| #  | Equipo         | Apariciones | Record |
| -- | -------------- | ----------- | ------ |
| T1 | Boston College | 3           | 1–2    |
| T1 | UCLA           | 3           | 0–3    |
| T3 | California     | 2           | 2–0    |
| T3 | Utah           | 2           | 2–0    |
| T3 | Illinois       | 2           | 1–1    |
| T3 | Navy           | 2           | 1–1    |
| T3 | Maryland       | 2           | 0–2    |

Equipos con una sola aparición
- Ganaron (11): Arizona State, Florida State, Nebraska, Nevada, Oregon, Oregon State, Purdue, Stanford, USC, Virginia Tech, Washington
- Perdieron (9): Air Force, Arizona, BYU, Colorado State, Georgia Tech, Indiana, Miami (FL), Michigan State, New Mexico

### Por Conferencia
| Conferencia    | Record | Record | Record | Record                                               | Apariciones                   | Apariciones |
| Conferencia    | J      | G      | P      | Ganaron                                              | Perdieron                     |             |
| -------------- | ------ | ------ | ------ | ---------------------------------------------------- | ----------------------------- | ----------- |
| Pac-12         | 13     | 9      | 4      | 2007, 2008, 2009, 2012, 2013, 2014, 2016, 2018, 2019 | 2006, 2011, 2015, 2017        |             |
| Big Ten        | 7      | 3      | 4      | 2011, 2015, 2017                                     | 2014, 2016, 2018, 2019        |             |
| ACC            | 6      | 1      | 5      | 2006                                                 | 2005, 2007, 2008, 2009, 2010* |             |
| Mountain West  | 4      | 1      | 3      | 2005                                                 | 2002, 2003, 2004              |             |
| Independientes | 3      | 1      | 2      | 2004                                                 | 2012, 2013                    |             |
| Big East       | 2      | 2      | 0      | 2002, 2003                                           |                               |             |
| WAC            | 1      | 1      | 0      | 2010*                                                |                               |             |

- Partidos marcados con asterísco (*) se jugaron en enero del año calendario siguiente.
- El récord del Pac-12 incluye las apariciones de cuando era conocida como Pac-10 (3–1).
- Virginia Tech (2002) y Boston College (2003) aparecen como miembros del Big East; la American Athletic Conference (The American) conserva los resultados como el original Big East antes de 2013 cuando se separó el Big East.
- Equipos independientes: Navy (2004, 2012) and BYU (2013).
- La WAC ya no existe dentro de la FBS-level football.

## Jugador Más Valioso

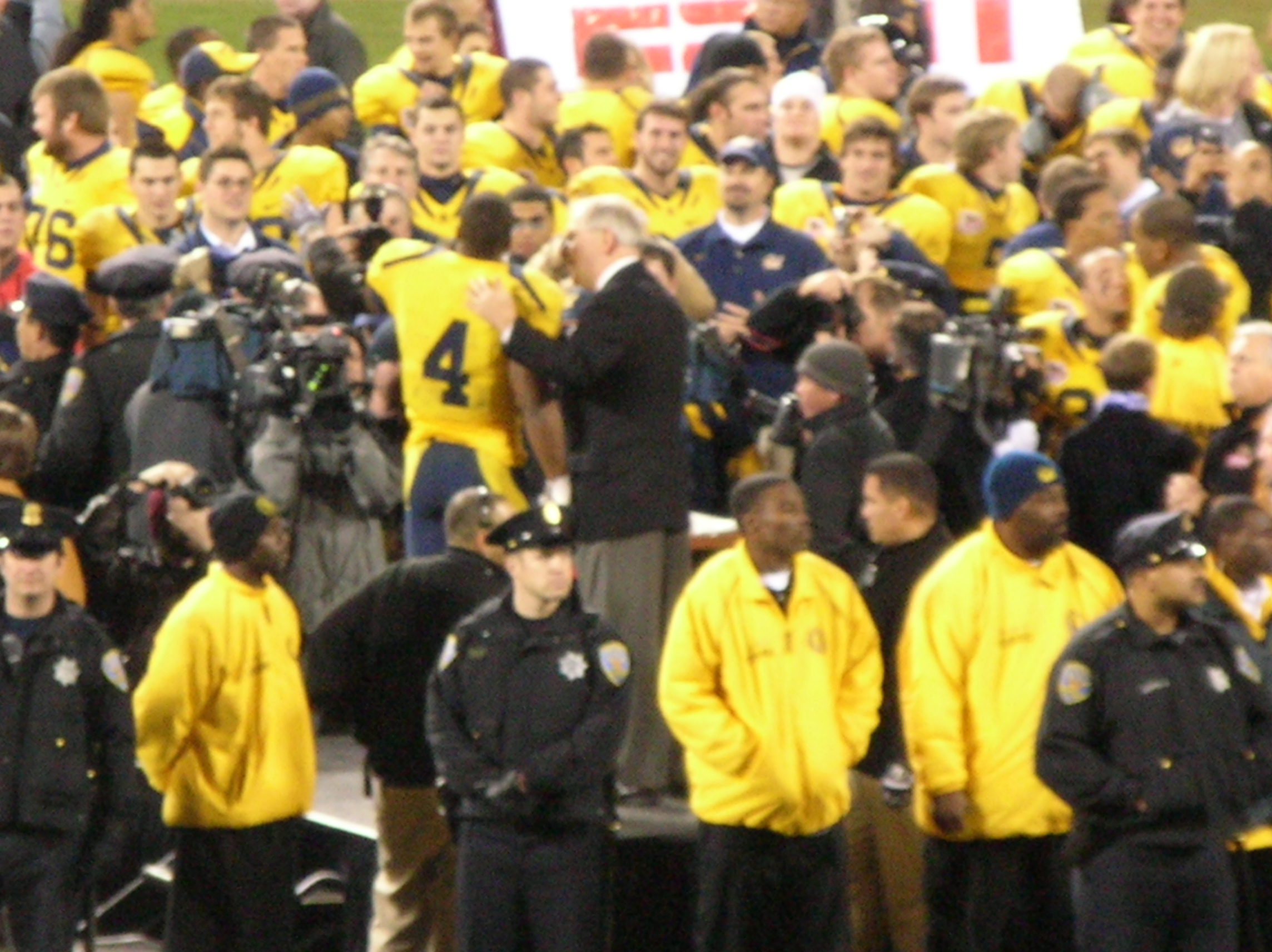
El running back de California Jahvid Best (no. 4) recibe el premio al MVP ofensivo de 2008 del director ejecutivo del Emerald Bowl Gary Cavalli.

| Año       | MVP Ofensivo        | MVP Ofensivo   | MVP Ofensivo | MVP Defensivo    | MVP Defensivo  | MVP Defensivo |
| Año       | Nombre              | Equipo         | Pos.         | Nombre           | Equipo         | Pos.          |
| --------- | ------------------- | -------------- | ------------ | ---------------- | -------------- | ------------- |
| 2002      | Bryan Randall       | Virginia Tech  | QB           | Anthony Schlegel | Air Force      | LB            |
| 2003      | Derrick Knight      | Boston College | RB           | T. J. Stancil    | Boston College | FS            |
| 2004      | Aaron Polanco       | Navy           | QB           | Vaughn Keley     | Navy           | CB            |
| 2005      | Travis LaTendresse  | Utah           | WR           | Eric Weddle      | Utah           | CB            |
| 2006      | Lorenzo Booker      | Florida State  | RB           | Tony Carter      | Florida State  | CB            |
| 2007      | Yvenson Bernard     | Oregon State   | RB           | Derrick Doggett  | Oregon State   | LB            |
| 2008      | Jahvid Best         | California     | RB           | Zack Follett     | California     | LB            |
| 2009      | Damian Williams     | USC            | WR           | Luke Kuechly     | Boston College | LB            |
| Ene. 2011 | Rishard Matthews    | Nevada         | WR           | Luke Kuechly     | Boston College | LB            |
| Dic. 2011 | Nathan Scheelhaase  | Illinois       | QB           | Terry Hawthorne  | Illinois       | DB            |
| 2012      | Marion Grice        | Arizona State  | RB           | Will Sutton      | Arizona State  | DT            |
| 2013      | Bishop Sankey       | Washington     | RB           | Hau'oli Kikaha   | Washington     | DE            |
| 2014      | Kevin Hogan         | Stanford       | QB           | James Vaughters  | Stanford       | LB            |
| 2015      | Tommy Armstrong Jr. | Nebraska       | QB           | Jaleel Wadood    | UCLA           | S             |
| 2016      | Joe Williams        | Utah           | RB           | Tegray Scales    | Indiana        | LB            |
| 2017      | Elijah Sindelar     | Purdue         | QB           | Ja'Whaun Bentley | Purdue         | LB            |
| 2018      | Dillon Mitchell     | Oregon         | WR           | Josiah Scott     | Michigan State | CB            |
| 2019      | Chase Garbers       | California     | QB           | Zeandae Johnson  | California     | DE            |

## Récords
| Equipo                             | Récord, Equipo vs. Rival                                                                 | Año       |
| ---------------------------------- | ---------------------------------------------------------------------------------------- | --------- |
| Más Puntos Anotados                | 62, Arizona State vs Navy                                                                | 2012      |
| Más Puntos Anotados (perdedor)     | 35, Arizona vs Purdue                                                                    | 2017      |
| Más Puntos en Conjunto             | 90, Arizona State vs Navy                                                                | 2012      |
| Menos Puntos Permitidos            | 6, Oregon vs. Michigan State                                                             | 2018      |
| Mayor victoria                     | 34, Arizona State vs Navy                                                                | 2012      |
| Yardas Totales                     | 648, Arizona State vs. Navy                                                              | 2012      |
| Yardas Terrestres                  | 380, Arizona State vs. Navy                                                              | 2012      |
| Yardas Aéreas                      | 396, Purdue vs. Arizona                                                                  | 2017      |
| First downs                        | 36, Arizona State vs. Navy                                                               | 2012      |
| Menos Yardas Permitidas            | 185, Nevada vs. Boston College                                                           | Ene. 2011 |
| Menos Yardas Terrestres Permitidas | 17, Stanford vd. Maryland                                                                | 2014      |
| Menos Yardas Aéreas Permitidas     | 37, Arizona State vs. Navy                                                               | 2012      |
| Individual                         | Récord, Nombre, Equipo                                                                   | Año       |
| Touchdowns Totales                 | 4, Travis LaTendresse, Utah vs. Georgia Tech                                             | 2005      |
| Yardas Terrestres                  | 222, Joe Williams, Utah vs. Indiana                                                      | 2016      |
| Touchdowns Terrestres              | 3, más reciente: Remound Wright, Stanford vs. Maryland                                   | 2014      |
| Yardas Aéreas                      | 396, Elijah Sindelar, Purdue vs. Arizona                                                 | 2017      |
| Pases de Touchdown                 | 4, más reciente: Chase Garbers, California vs. Illinois                                  | 2019      |
| Yardas por Recepción               | 214, Travis LaTendresse, Utah vs. Georgia Tech                                           | 2005      |
| Recepciones de Touchdown           | 4, Travis LaTendresse, Utah vs. Georgia Tech                                             | 2005      |
| Jugadas Largas                     | Récord, Nombre, Equipo                                                                   | Año       |
| Touchdown Terrestre                | 46, Chris Swain, Navy vs. Arizona State                                                  | 2012      |
| Pase de Touchdown                  | 78, Brandon Breazell de Patrick Cowan, UCLA vs, Florida State                            | 2006      |
| Regreso de Kickoff                 | 100, compartido con: John Ross, Washington vs. BYU William Likely, Maryland vs. Stanford | 2013 2014 |
| Regreso de Despeje                 | 72, Rishard Matthews, Nevada vs. Boston College                                          | Ene. 2011 |
| Regreso de Intercepción            | 86, Tony Carter, Florida State vs. UCLA                                                  | 2006      |
| Gol de Campo                       | 48, Andy Phillips, Utah vs. Indiana                                                      | 2016      |